# 金沢五社
金沢五社（かなざわごしゃ）は、石川県金沢市に所在する神社のうち、江戸時代から鎮座する宇多須神社、小坂神社、神明宮、椿原天満宮、安江八幡宮の吉田神道の五つの神社の総称である。
五社ともに近代の社格制度では県社に列格された。この五社すべてを参拝することを「五社参り」といい、盛んに行われた。

## 宇多須神社

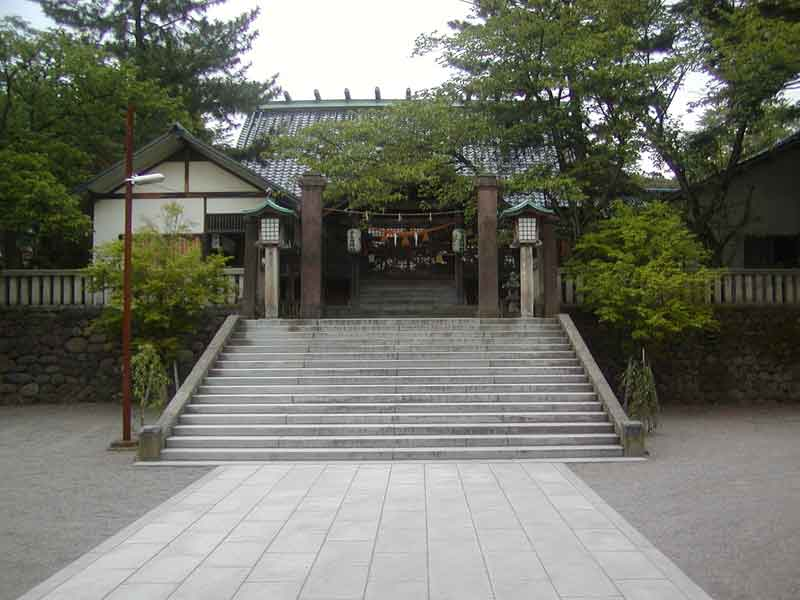
宇多須神社

宇多須神社（うたすじんじゃ）は、718年（養老2年）の創建。1599年（慶長4年）に前田利家を密かに祀り、藩士が禄高に応じて祭祀料を負担した。尾山神社の創建に伴い元の祭神である高皇産霊神を遷座した。
所在地：金沢市東山一丁目30番8号

## 小坂神社

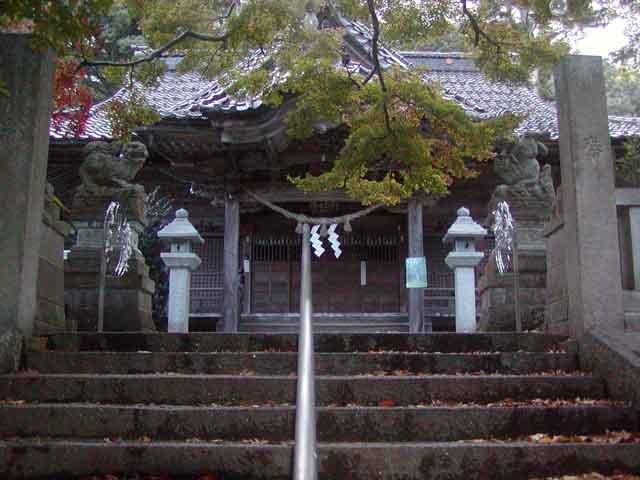
小坂神社

小坂神社（こさかじんじゃ）は、717年（養老元年)の創建。春日大社の荘園だった土地で、この神社も春日大社の末社にあたり「春日さん」として親しまれる。主祭神は天児屋根命、経津主命、比咩神、武甕槌大神。
所在地：金沢市山の上町42番1号

## 神明宮
神明宮（しんめいぐう）は、東京都港区芝大門鎮座の芝大神宮（芝神明宮）、東岩倉神明（京都）などと並んで、日本七神明の一つ。春と秋に行われる「あぶりもち神事」で知られる。中原中也の詩『サーカス』は、幼年期にこの神社の境内で見たサーカスを書いたもの。また、室生犀星の生家に近く詩人に縁のある神社である。主祭神は天照皇大神、豊受姫大神。
所在地：金沢市野町二丁目1番8号

## 椿原天満宮

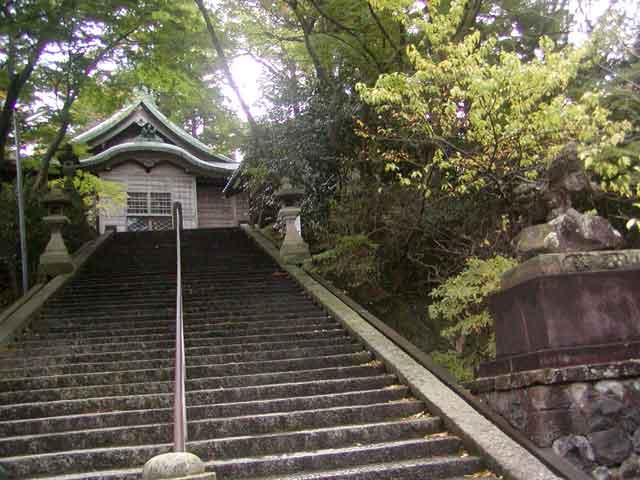
椿原天満宮

椿原天満宮（つばきはらてんまんぐう）は、1297年（永仁5年）に守護富樫義親によって創建された天満宮のひとつ。江戸時代の寛永年間に現在の地に移る。一向一揆の際に須崎兵庫が陣取った椿原砦の址が残る。現在では度々拝殿で室内楽、フォーク・ロック・ブルースバンドなどのコンサートが行われ好評。主祭神は菅原道真。
所在地：金沢市天神町一丁目1番13号

## 安江八幡宮

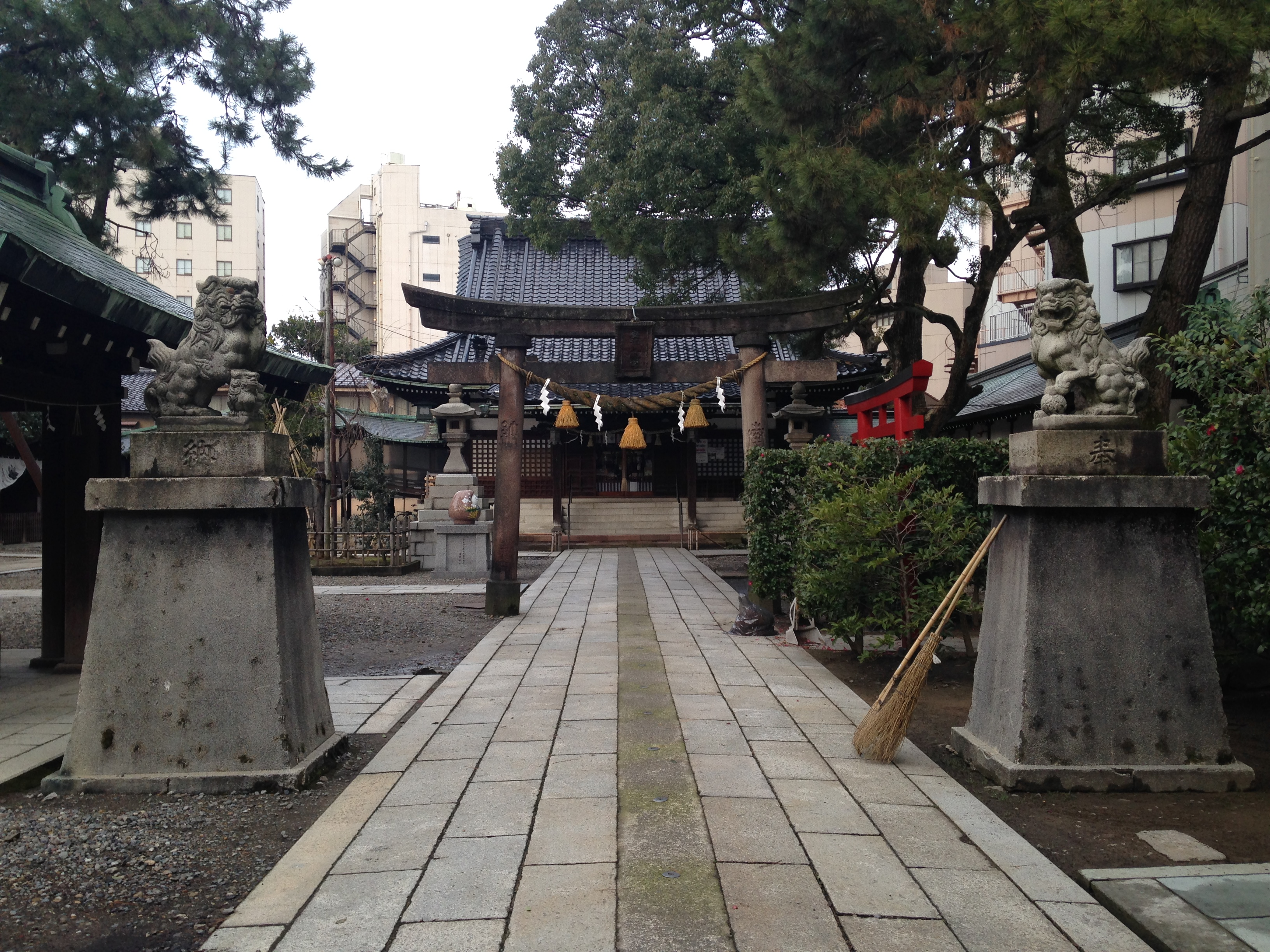
安江八幡宮

安江八幡宮（やすえはちまんぐう）は、939年（天慶2年）の創建。金沢水天宮の別名があり、石川県内で唯一の水天宮が祀っている。

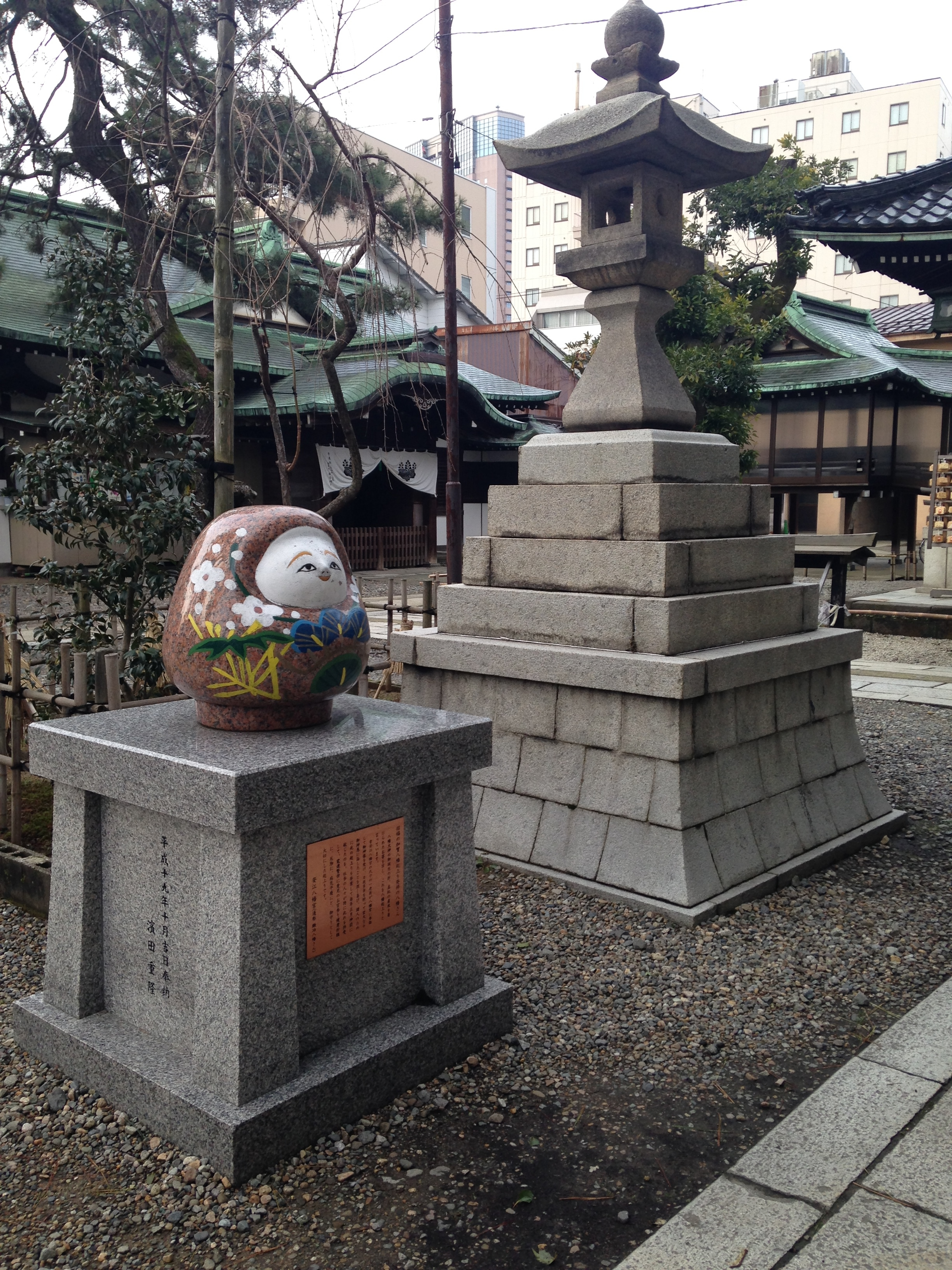
安江八幡宮の「加賀八幡起上り」の像

郷土玩具「加賀八幡起上がり」はこの神社に奉納されたのが起源で、石川県のマスコットキャラクター「ひゃくまんさん」はこれをモチーフとしている。主祭神は誉田別尊、気長足姫尊。
所在地：金沢市此花町11番27号